# Core Design
Core Design – firma produkująca gry komputerowe. Firma wyprodukowała m.in. gry z serii Tomb Raider.
Core Design powstała w 1988. Założyli ją: Chris Shrigley, Rob Toone, Andy Green, Terry Lloyd, Simon Phipps, Dave Pridmore, Jeremy Smith i Greg Holmes. Studio mieści się w Derby w Wielkiej Brytanii. Firma należała do Eidos Interactive, jeszcze wcześniej należała do CentreGold, ale w 1996 r. Eidos wykupił przedsiębiorstwo. 11 maja 2006 roku Core Design ogłosił, że kapitał obrotowy i pracownicy zostaną odsprzedani do niezależnego wydawcy Rebellion.

## Lista gier
- Banshee
- Battlecorps
- BC Racers
- Bubba 'N' Stix
- CarVup
- Chuck Rock
- Corporation
- Curse of Enchantia
- Fighting Force
- Heimdall
- Hook
- Herdy Gerdy
- Jaguar XJ-220
- Project Eden
- Rick Dangerous
- Saint and Greavsie
- Soulstar
- Shellshock
- Skeleton Krew
- Switchblade
- Switchblade 2
- Thunderhawk AH-73M
- seria Tomb Raider
- Universe
- War Zone
- Wolfchild
- Wonder Dog

## Tomb Raider
Core Design wyprodukowało gry z serii Tomb Raider, stworzona została przez Toby Gard i Paul Howard Douglasa, gra została wydana w 1996. Sukces Tomb Raidera i kolejnych części był głównym powodem dla jakiego Eidos utrzymywał (również finansowo) Core Design przy sobie. Jednak w 2003, po wydaniu Tomb Raider: The Angel of Darkness, który nie odniósł znaczących sukcesów handlowych Eidos przekazał prawa do Tomb Raidera Crystal Dynamics – innemu swojemu studiu. To skłoniło do odejścia trzech kluczowych programistów i założenia własnego studio – Circle Studio.
Od 11 maja 2006 roku Core Studio przeszło do Rebellion Developments razem z wszystkimi pracownikami. Pracuje nad kolejną częścią Shellshock.